# Jan Anthoniszoon van Ravesteyn

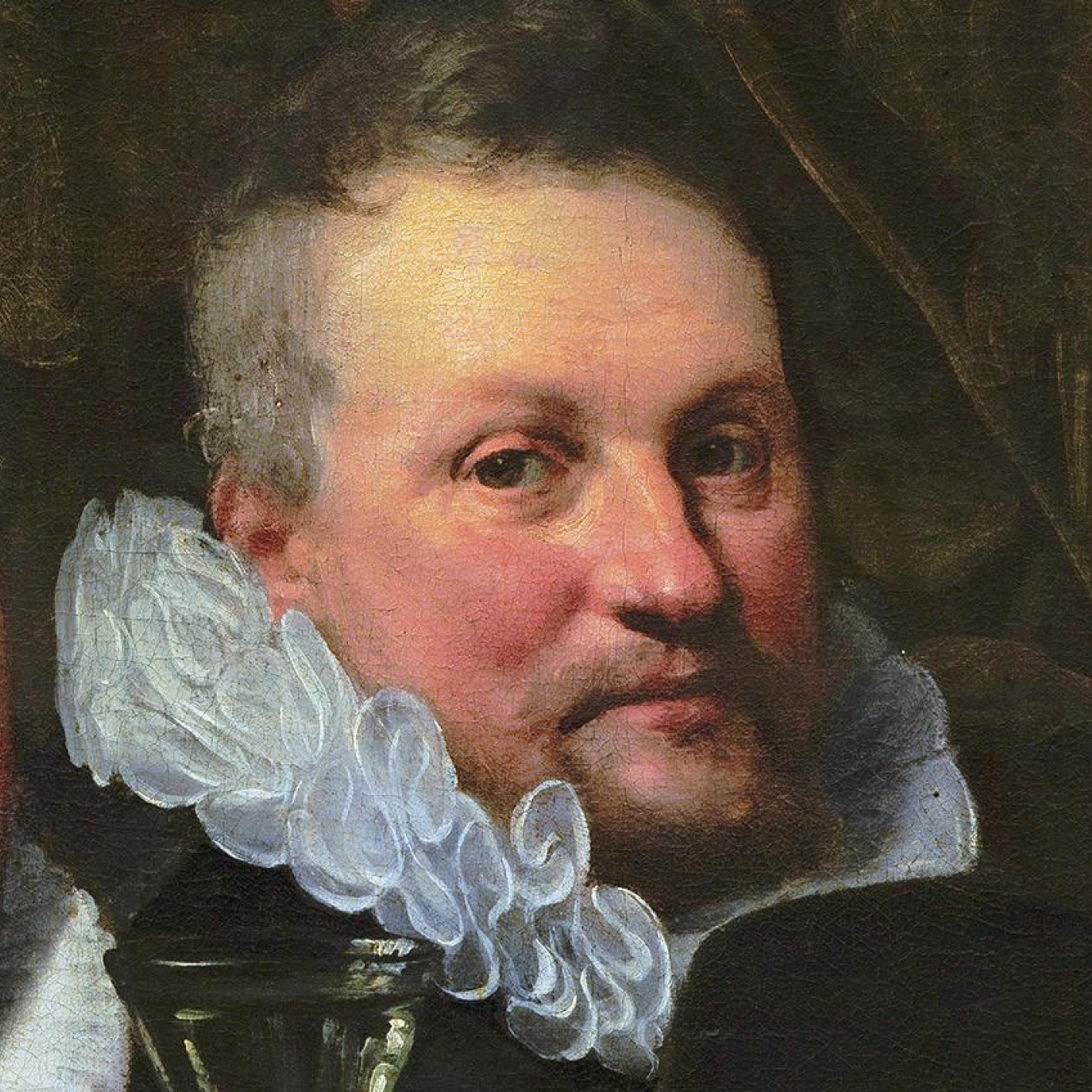
Jan Antonisz van Ravesteyn (Selbstporträt 1618)

Jan Anthoniszoon van Ravesteyn (* um 1570 in Den Haag; † vor 21. Juni 1657 ebenda) war ein niederländischer Maler.

## Leben und Werk
Über die Herkunft und Ausbildung von Jan van Ravesteyn ist wenig bekannt. Es wird vermutet, dass er ein Schüler des Michiel van Mierevelt aus Delft war,
anschließend soll er in Italien gewesen sein. Ab 1598 ist er als Meister in der Lukasgilde in Den Haag aufgenommen, wo er auch einige Zeit das Amt eines Leiters (Doyen) bekleidete. Er war jedoch sein Bestreben, eine Gilde nur für Kunstmaler zu schaffen. Damit wollte er sich von den Kleckser, d. h. den Handwerkern absetzen. So war er 1656 an der Gründung der Confrérie Pictura entscheidend beteiligt.
Er hat sowohl Einzelporträts als auch Gruppenbildnisse (Schützenstücke, Magistratspersonen) gemalt, die sich durch klare, aber etwas rötliche Färbung und energische Charakteristik auszeichnen. Seine Hauptwerke sind: ein Schützenstück von 1616, man sieht die Schützen gerade eintraten, zum Teil ist dies schon geschehen, und das in einer lebendigen Darstellung. Dazu zwei Magistratsbilder im Haag und das Bildnis seiner Familie in Braunschweig. Allein in Den Haag finden sich 24 Porträts von Obersten aus der Zeit von 1611 bis 1624.

## Galerie

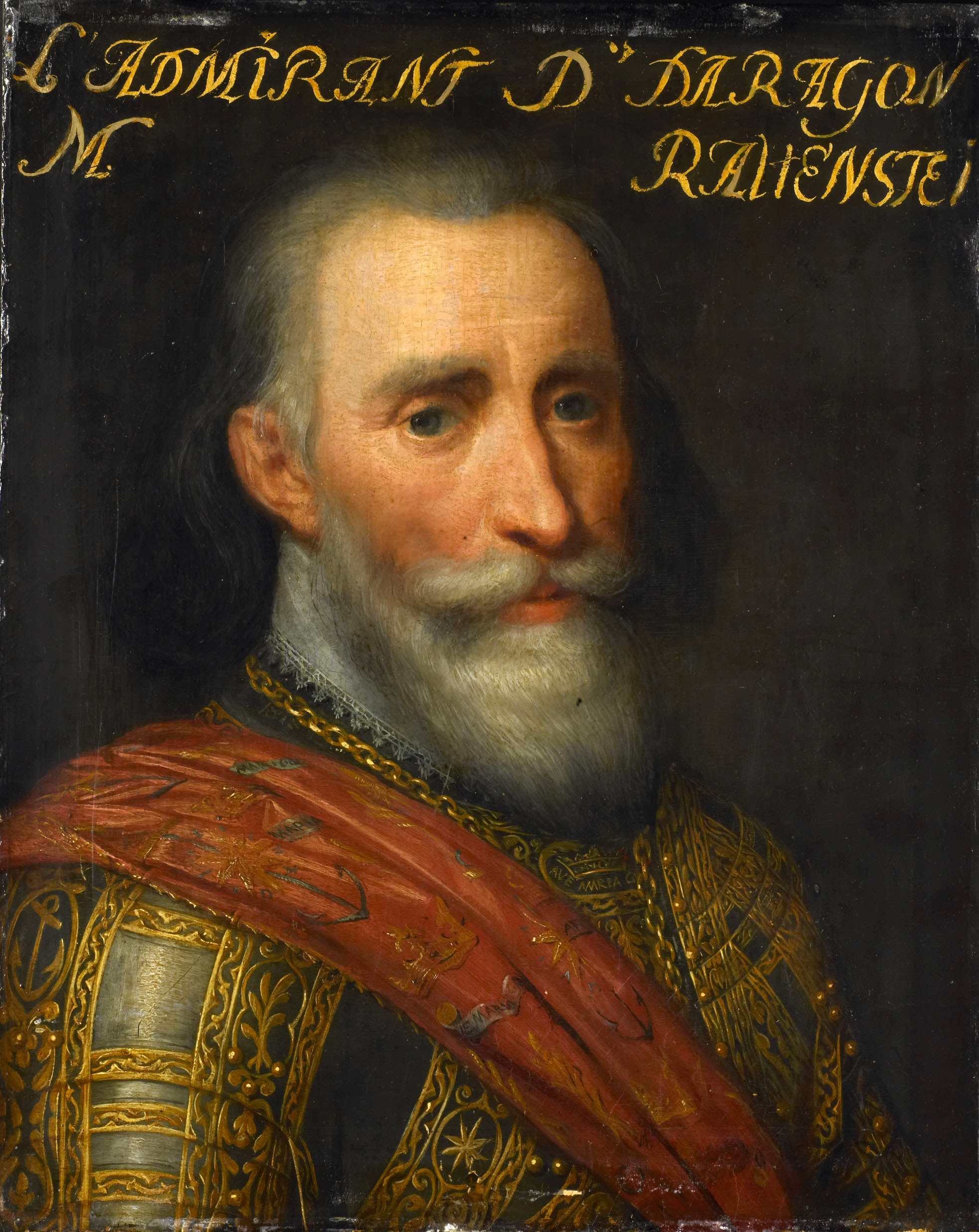
Bildnis des Admirals Hurtado de Mendoza (1546–1623)
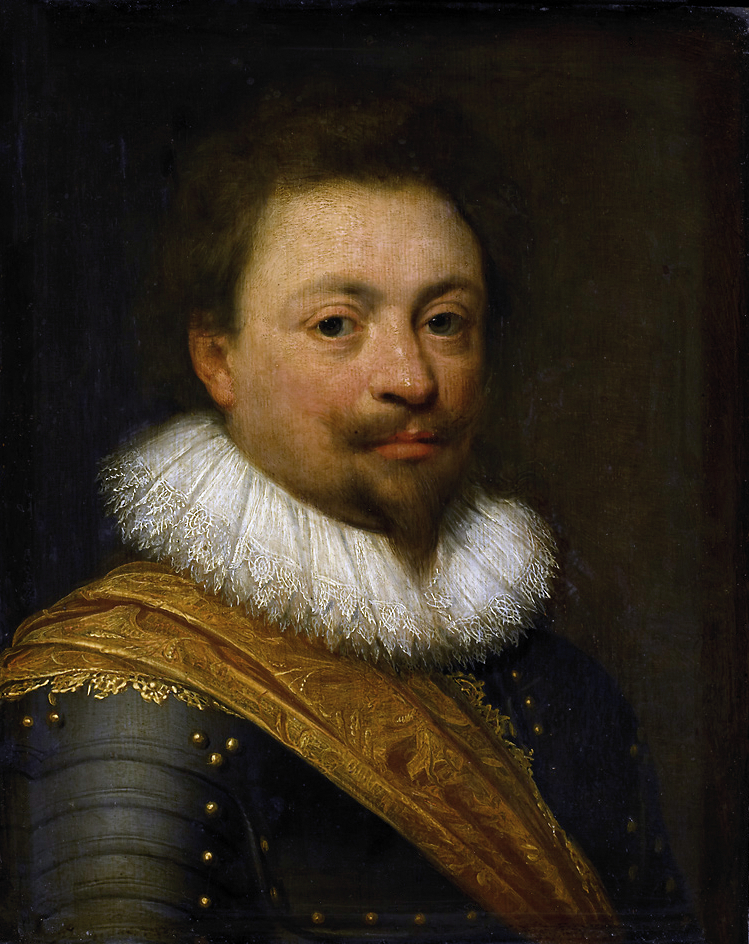
Kopie eines Bildes von Michiel van Mierevelt Graf Wilhelm von Nassau-Siegen (1592–1642)
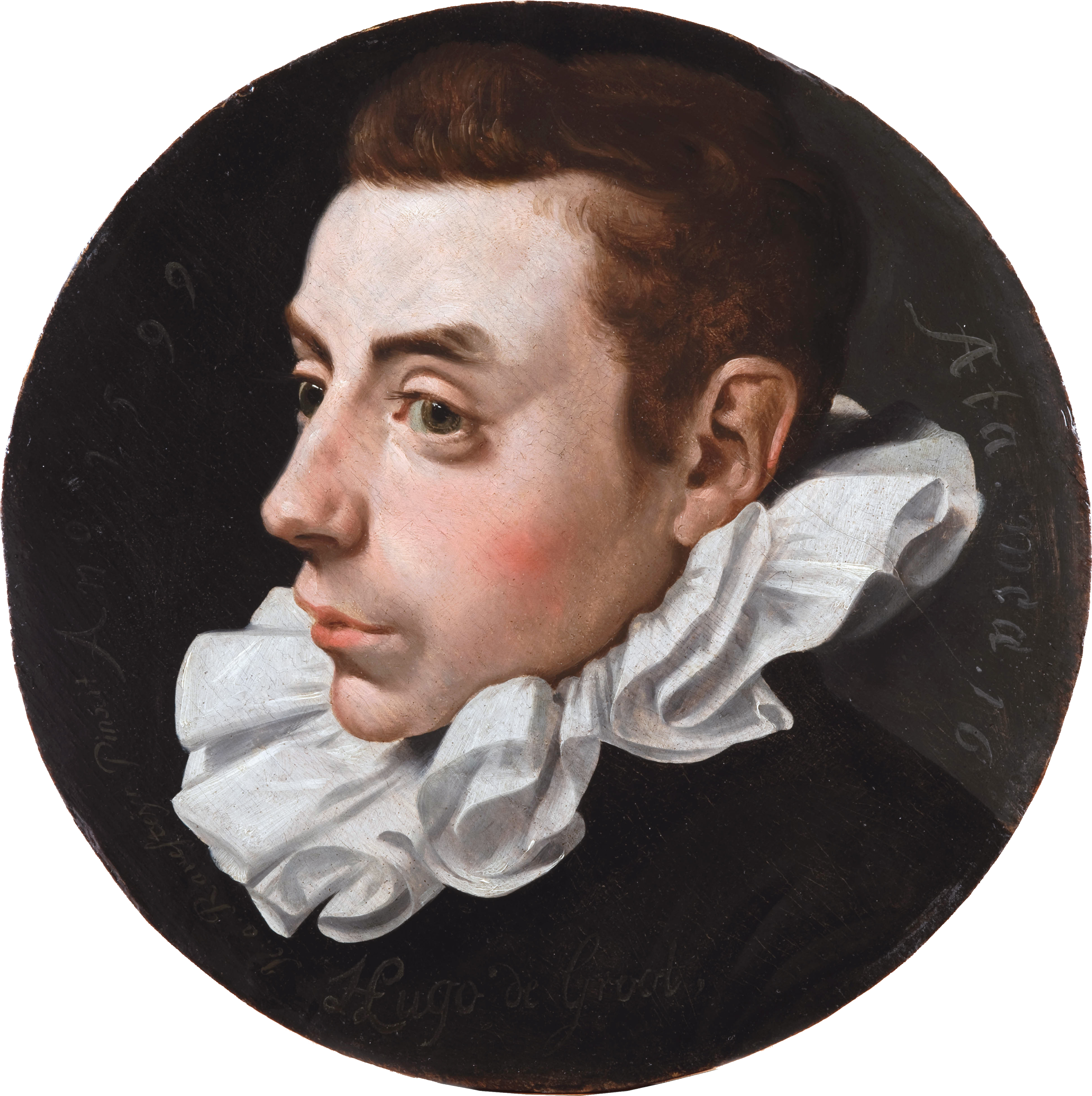
Hugo Grotius im Alter von 16 Jahren
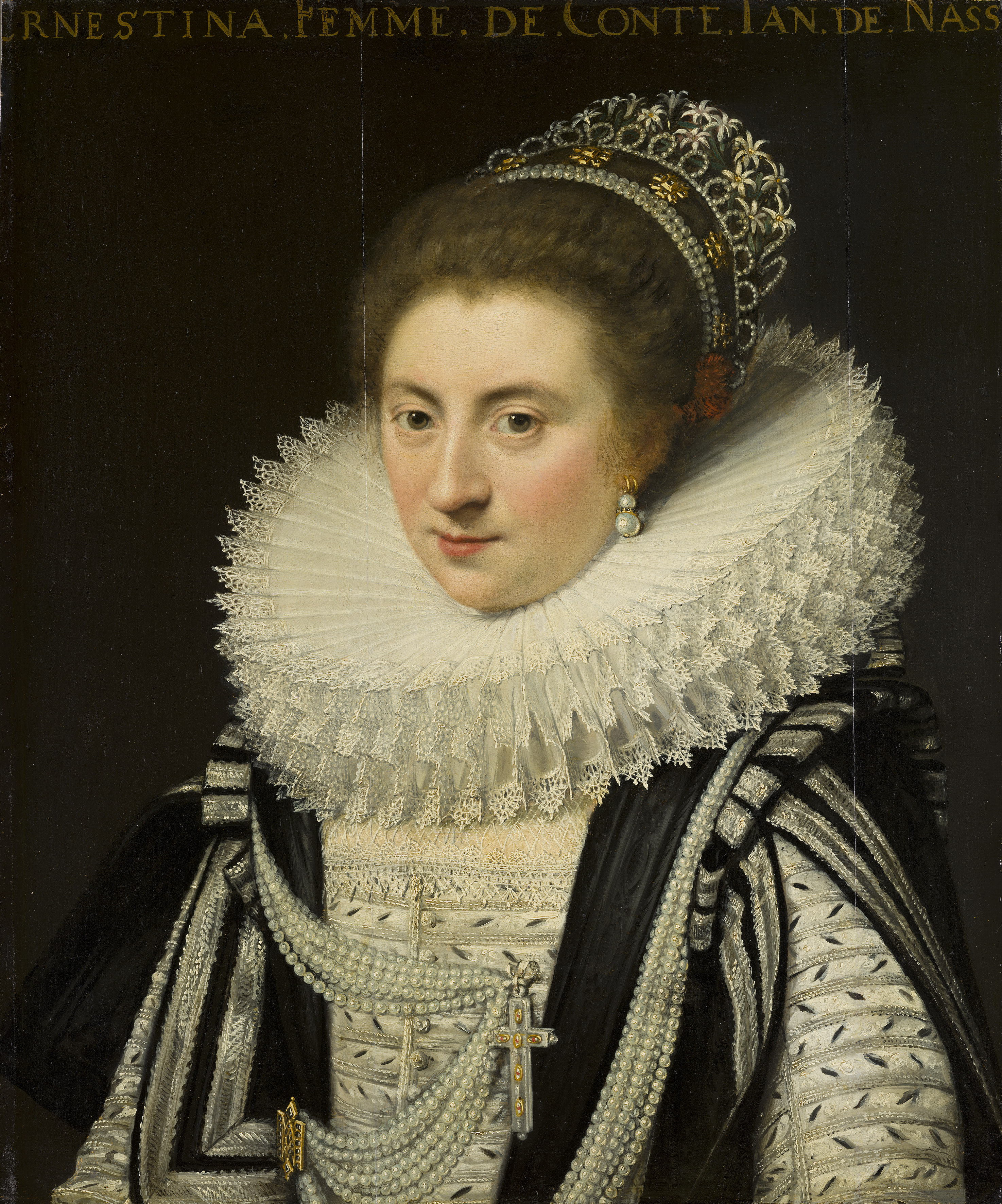
Ernestine Yolande von Ligne (1594–1668)

## Familie
Der Vater von Jan van Ravesteyn hieß Anthonis – daher der Vorname Anthoniszoon (Sohn des Anthonis).
Jan van Ravesteyn war verheiratet. Sein Sohn Arnold (1614–1690) wurde von ihm als Maler ausgebildet.

## Belege
1. ↑  Niederländische Malerei des 17. Jahrhunderts der Sør Rusche-sammlung  S. 118
2. ↑  Dictionary of painters and engravers S. 622